# I mori di Valenza
I mori di Valenza és una òpera en quatre actes composta per Amilcare Ponchielli sobre un llibret italià d'Antonio Ghislanzoni. S'estrenà a l'Òpera de Montecarlo el 17 de març de 1914.

## Origen i context
L'òpera restà inacabada per causa d'una primerenca mort del compositor que els cronistes roses de l'època van atribuir als disgustos que li causava la seva dona, la soprano Teresina Brambilla (neboda de Teresa Brambilla, la que va ser primera Gilda de Rigoletto) que li sobreviuria 35 anys. Arturo Cadore es va encarregar d'acabar la partitura incompleta, fent-la representable. Aquest modest però instruït compositor, autor així mateix de diverses òperes i ballets, en va completar l'orquestració i la va donar a conèixer al Casino de Montecarlo el 1914, poc abans que comencés la Gran Guerra.

## Representacions
Després de Montecarlo es va oferir a Milà i a Cremona, pàtria del compositor. Després, l'oblit.

## Argument
Ambientada en l'època on a la península Ibèrica malvivien i pitjor convivien, cristians i àrabs, a la manera d'alguns títols previs de Cherubini o Donizetti que també es van interessar per aquesta època de la història des del seu costat més sentimental i pintoresc.